# おとぎ話 (ディーリアス)
『おとぎ話』（Eventyr）もしくは『昔あるとき』（Once Upon a Time）は、フレデリック・ディーリアスが1917年に作曲した交響詩。初演は1919年1月11日、ロンドンにおいてヘンリー・ウッドの指揮によって行われた。
"Eventyr"とは『冒険』を意味する単語であり、曲はノルウェーの童話にインスピレーションを得ている。20小節の導入の後、幻想的な主題がまずファゴットによって、次に他の木管楽器によって奏される。第2の主題が弦楽器に出され、別の主題と対位法的に組み合わされることで激しさを増していく。幾度か頂点を迎えた後におとぎ話の世界が現れ、弦楽器、チェレスタ、ハープによる半音階の下降主題に支配される。最終的には前に登場した主題が回帰し、静かな結尾句によって終わりを迎える。

## 編成
ピッコロ、フルート2、オーボエ2、イングリッシュホルン、クラリネット3、バスクラリネット、ファゴット3、サリュスフォン
ホルン4、トランペット3、トロンボーン3、テューバ
ティンパニ、シンバル、トライアングル、グロッケンシュピール、シロフォン
チェレスタ、ハープ、弦5部